# Lotus assakensis
Lotus assakensis är en ärtväxtart som beskrevs av August Brand. Lotus assakensis ingår i släktet käringtänder, och familjen ärtväxter. Inga underarter finns listade i Catalogue of Life.